# یودورا ولتی
یودورا آلیس ولتی (به انگلیسی: Eudora Alice Welty) (زاده ۱۳ آوریل ۱۹۰۹ – درگذشته ۲۳ ژوئیه ۲۰۰۱) نویسنده داستان کوتاه، رمان‌نویس و عکاس آمریکایی بود که دربارهٔ جنوب آمریکا نوشت. رمان دختر آقای خوشبین او در سال ۱۹۷۳ برنده جایزه پولیتزر شد. ولتی جوایز متعددی از جمله مدال آزادی ریاست جمهوری و نشان جنوب را دریافت کرد. او اولین نویسنده زنده‌ای بود که آثارش توسط کتابخانه آمریکا منتشر شد. خانه او در جکسون، می‌سی‌سی‌پی به عنوان یک بنای تاریخی ملی تعیین شده است و به عنوان موزه برای عموم باز است.

## زندگی
یودورا آلیس ولتی در ۱۳ آوریل ۱۹۰۹ در جکسون، می‌سی‌سی‌پی متولد شد. او دو برادر کوچکتر از خود با نام‌های ادوارد جفرسون و والتر اندروز داشت. مادرش معلم مدرسه بود و خانواده‌اش از اعضای کلیسای متدیست بودند.
مادرش عشق و علاقه به کتاب و مطالعه را در او پرورش داد و پدرش که مدیر بیمه بود به وسایل و ماشین‌آلات علاقمند بود در ایجاد علاقه یودورا به وسائل و چیزهای مکانیکی مؤثر بود. او بعدها از فناوری برای نمادپردازی در داستان‌هایش استفاده کرد.

یودورا ولتی از سال ۱۹۲۵ تا ۱۹۲۷ در کالج ایالتی زنان می‌سی‌سی‌پی تحصیل کرد، سپس برای تکمیل تحصیلات خود در ادبیات انگلیسی به دانشگاه ویسکانسین-مدیسن منتقل شد. به پیشنهاد پدرش در دانشگاه کلمبیا در رشته تبلیغات تحصیل کرد.

بلافاصله پس از بازگشت یودورا ولتی به جکسون در سال ۱۹۳۱، پدرش بر اثر سرطان خون درگذشت. او در آنجا در رادیوی محلی شروع به کار کرد و هم‌چنین به عنوان خبرنگار برای روزنامه‌ای مطلب می‌نوشت. در سال ۱۹۳۳، او کار در اداره توسعه مشاغل را آغاز کرد و در آنجا به عنوان کارگزار تبلیغاتی، مسئول جمع‌آوری داستان، انجام مصاحبه و گرفتن عکس از زندگی روزمره مردم در می‌سی‌سی‌پی عکس شد. این کار باعث شد که او دید وسیع تری از زندگی مردم در جنوب آمریکا و روابط انسانی به دست آورد. این نکته بعدها در نگارش داستان به او بسیار کمک کرد در این مدت او همچنین جلساتی را در خانه‌اش با حضور نویسندگان و دوستانش برگزار می‌کرد. سه سال بعد، او کار خود را ترک کرد تا نویسنده‌ای تمام وقت شود.
در سال ۱۹۳۶، او «مرگ فروشنده دوره‌گرد» را منتشر کرد و به زودی داستان‌هایش در چندین نشریه برجسته دیگر از جمله نیویورکر منتشر شد. او با انتشار اولین کتاب داستان کوتاه خود، پرده سبز، جایگاه خود را به عنوان نویسنده تأثیرگذار جنوبی تقویت کرد. این موفقیت سبب شد باعث شد که شغلی در مجله نقد و بررسی کتاب نیویورک تایمز به دست آورد، و همچنین دریافت کمک هزینه تحصیلی گوگنهایم او را قادر به سفر به فرانسه، انگلستان، ایرلند و آلمان کرد. زمانی که در خارج از کشور بود، مدتی را به عنوان مدرس مقیم در دانشگاه‌های آکسفورد و کمبریج سپری کرد. او در سال ۱۹۶۰ به منظور مراقبت از مادر سالخورده و دو برادرش به جکسون بازگشت.
او در سال ۱۹۷۱ مجموعه‌ای از عکس‌های خود را با عنوان یک زمان، یک مکان منتشر کرد که رکود بزرگ را به تصویر می‌کشید. دو سال بعد، او جایزه پولیتزر را برای رمان «دختر آقای خوش‌بین» دریافت کرد. او در دانشگاه هاروارد سخنرانی کرد و در نهایت سخنرانی‌های خود را به عنوان خاطرات سه قسمتی با عنوان آغاز یک نویسنده منتشر کرد.
یودورا آلیس ولتی تا زمان مرگ در خانه خانوادگی خود در جکسون به زندگی ادامه داد. او در ۲۳ ژوئیه ۲۰۰۱ درگذشت و در قبرستان گرین وود در جکسون به خاک سپرده شد.

## کتاب‌شناسی

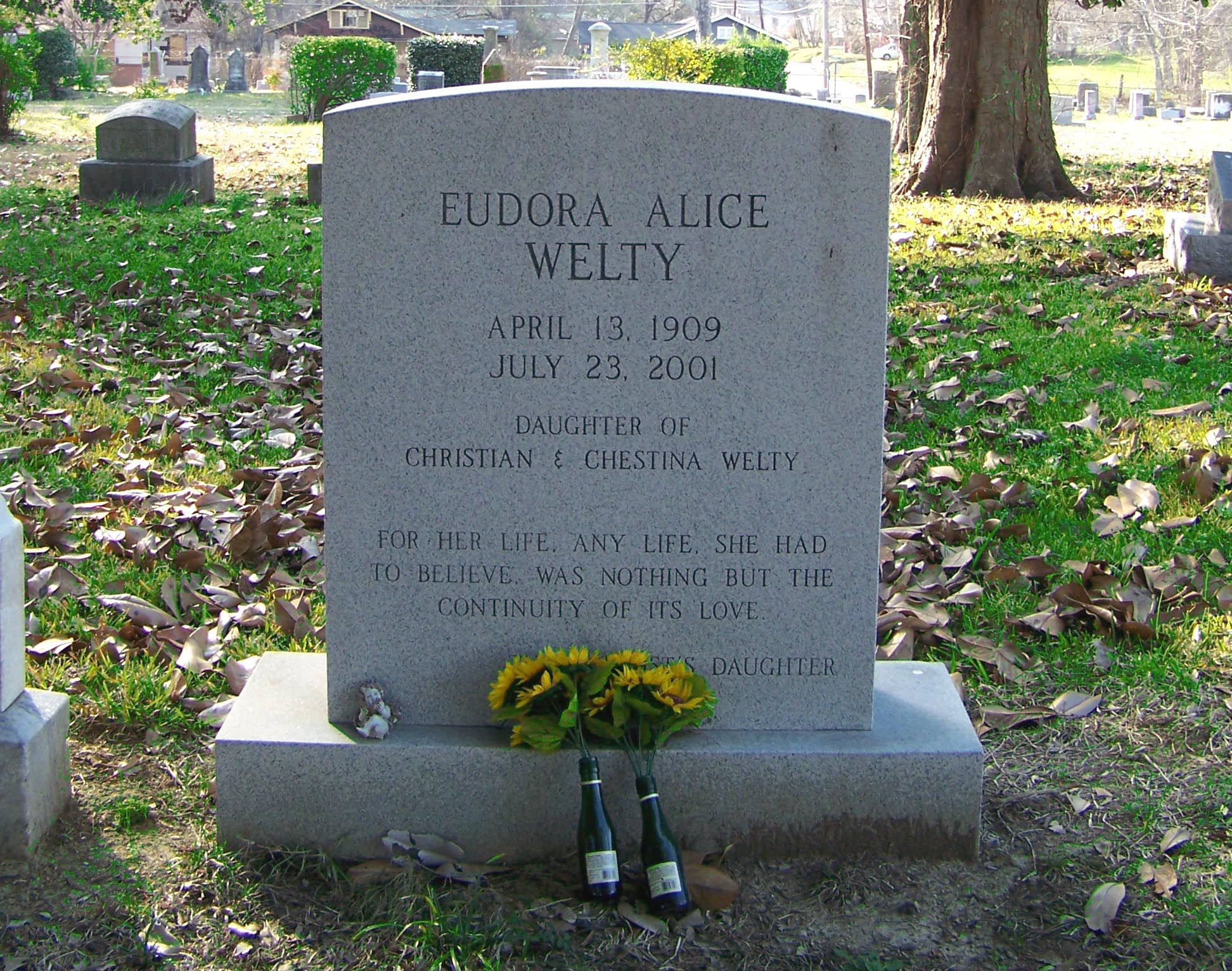

## افتخارات و جوایز
۱۹۴۲: جایزه اُ. هنری (مقام اول) برای داستان «تور پهن» (The Wide Net)
۱۹۴۳: جایزه اُ. هنری (مقام اول) برای داستان «لیوی برگشته است» (Livvie is Back)
۱۹۶۸: جایزه اُ. هنری (مقام اول) برای داستان «تظاهرات‌کنندگان» (The Demonstrators)
۱۹۹۲: جایزه Rea برای داستان کوتاه
۱۹۹۲: جایزه PEN/Malamud برای داستان کوتاه
جوایز و افتخارات رمان و مجموعه آثار
۱۹۵۴: مدال ویلیام دین هاولز برای رمان «دل اندیشناک» (The Ponder Heart)
۱۹۷۳: جایزه پولیتزر برای رمان «دختر خوش‌بین» (The Optimist's Daughter)
۱۹۸۳: جایزه کتاب ملی آمریکا برای نسخه‌ی شومیز «مجموعه آثار یودورا ولتی» (The Collected Works of Eudora Welty)
افتخارات فرهنگی و آکادمیک
۱۹۶۹: عضویت در آکادمی علوم و هنر آمریکا
۱۹۷۰: مدال ادوارد مک‌داول
۱۹۷۹: دکترای افتخاری ادبیات از دانشگاه ایلینوی در اوربانا
۱۹۸۰: مدال آزادی ریاست جمهوری آمریکا
۱۹۸1: دکترای افتخاری علوم انسانی از کالج زنان رندولف-میکان
۱۹۸۳: دعوت دانشگاه هاروارد برای نخستین «سخنرانی‌های ماسه» که بعدها به کتاب «آغازهای یک نویسنده» (One Writer's Beginnings) تبدیل شد
۱۹۸۳: جایزه ادبی سنت لوئیس
۱۹۸۵: دکترای افتخاری ادبیات از کالج ویلیام و مری
۱۹۸۵: جایزه دستاورد انجمن دانشگاهی زنان آمریکا
۱۹۸۶: مدال ملی هنر آمریکا
۱۹۹۰: جایزه عالی‌ترین دستاورد هنری ایالت میسیسیپی
۱۹۹۱: مدال بنیاد کتاب ملی آمریکا برای مشارکت برجسته در ادبیات
۱۹۹۱: جایزه نویسنده برجسته پگی وی. هلمریش
۱۹۹۲: مدال ملی علوم انسانی آمریکا
۱۹۹۳: جایزه چارلز فرانکل از بنیاد ملی علوم انسانی آمریکا
۱۹۹۳: جایزه فارغ‌التحصیل برجسته از انجمن دانشگاه‌های ایالتی آمریکا
۱۹۹۶: نشان شوالیه لژیون دونور از دولت فرانسه
۱۹۹۸: نخستین نویسنده زنده‌ای که آثارش در مجموعه معتبر «کتابخانه آمریکا» (Library of America) منتشر شد
۲۰۰۰: جایزه ادبی آمریکا برای یک عمر دستاورد در ادبیات بین‌المللی
۲۰۰۰: ورود به تالار مشاهیر زنان آمریکا